# 席次
席次（せきじ）とは、儀式など催しにおける座席の順序のことである。転じて成績をさす事もある。

## 国家間における席次
国賓を歓待する場や、王族・皇族の即位の場での席次はおおよそ次のようになる。敬称で言うと、「陛下>殿下>閣下」となる。
陛下や殿下は君主やその王族・皇族、閣下は大統領などである。年齢や、即位(または在職)している期間、王朝や国の歴史の長さなども、席次を決める根拠となる。日本では、儀礼上三権の長より皇族の席次が上である。
例として、サミットでは首脳らの集合写真撮影が行われるが、在任期間が他国首脳に比べ短命に終わりやすい日本の内閣総理大臣は、中央近辺にくる事が少ない。これは、写真撮影では中央が上座であるので、上記の基準から、在任期間が長い首脳や議長国の席次が優先され決まるからである。

## 一般的な席次
日本では、親族らの中では、年長者や家長、長男など家督を継ぐ者が席次が上である。
結婚式や葬式などは、その主催者に近いものらから一般に席次が決まる。

## 実例
中央に位置する場は基本的に席次が上である。他にも上座、下座などで明確である。会議の場合は議長が最も席次の高い席に座る事になる。これは、封建時代または武士の時代まで遡ることができる。最高指導者である将軍が常に上座 と呼ばれる最高位の席に座ることになる。上座は部屋の入り口から最も離れた“床の間”と呼ばれる書の巻物、絵、伝統的な花などで飾られている少し高台の近くになる。
対して、下座と呼ばれる下の席に下級のメンバーが順に座り、最下級のメンバーが入り口付近に座ることになる。これは、より高位の者を攻撃から守るためであった。現在、正式な会議は洋式の会議室で多く開催されているが、同じ原則が適用され、今日まで続いてる。
和室は、部屋の入り口から一番遠い場所か仏壇、あるいは床間から床脇、入り口に向かって席次は下がる。電車や車の場合、窓際が上席である。

結婚式披露宴の場合、上座は主賓→上司（目上の方）→勤務先や学生時代の先輩→友人・同僚→親族→家族→両親 の順となる。両親は、当日はホストのため出入り口に近い「下座＝末席」となる。親族は父母が末席、関係が遠い親戚や年配者ほど上座。